# Jean Paré
Jean Paré, CM (Irma, Alberta, 7 de diciembre de 1927-Edmonton, Alberta, 24 de diciembre de 2022) fue una proveedora de catering canadiense, autora de la serie de libros de cocina Company's Coming y fundador de Coming Publishing Limited de la empresa. Fue una de las autoras de libros de cocina más vendidas en el mundo, vendiendo 30 millones de copias a partir de 2011. Escribió más de 200 libros de cocina antes de jubilarse en 2011. En 2004, fue nombrada miembro de la Orden de Canadá, el más alto honor civil de Canadá.

## Biografía
Paré nació el 7 de diciembre de 1927 en Irma, Alberta, Canadá, hijo de Edward y Ruby Elford. Más tarde, la familia se mudó a Edmonton, Alberta. Jean se casó con su primer marido, Clarence Lovig, en 1946. En 1959, se mudaron a Vermilion, Alberta, donde eran dueños y operaban Vermilion Auction Mart. Más tarde, también construyeron y operaron Vegreville Auction Mart. Jean y Clarence se divorciaron a mediados de la década de 1960, dejando a Jean sola con dos hijos en edad escolar que mantener. Usando un préstamo de $1,000 de un banco local, abrió una pequeña cafetería en Vermilion. Allí conoció a su segundo marido, Larry Paré, padre soltero de tres hijos.
Paré es autora de los libros de cocina Company's Coming, publicados y distribuidos por Company's Coming Publishing Limited, que ella cofundó en 1981. Supervisó la publicación de más de 17.000 recetas probadas en la cocina y la publicación de más de 200 libros de cocina. Después de 30 años y 30 millones de libros de cocina vendidos, se retiró en febrero de 2011. Entre sus logros estuvo su nombramiento como miembro de la Orden de Canadá. Paré también era accionista principal de COMAC Food Group. Esa empresa era propietaria de Company's Coming Bakery Cafes, Grabbajabba Specialty Coffee, Pastels Cafes y los derechos canadienses de la franquicia Domino's Pizza.

## SagaCompany's Coming
Antes de publicar libros de cocina, Paré era proveedora de servicios de catering en su ciudad natal de Vermilion, Alberta. Debido a las solicitudes de sus recetas, escribió y publicó su primer libro de cocina en 1981 a la edad de 53 años. Para empezar, se produjeron 15.000 copias de 150 Delicious Squares y se vendieron en estantes especialmente diseñados en gasolineras, supermercados y ferias locales. Este primer libro fue el comienzo de Company's Coming Publishing Limited. Paré publicó más de 200 libros de cocina de Company's Coming antes de jubilarse en 2011. Sus libros de cocina generalmente tratan sobre un solo tema con recetas fáciles de seguir que se basan en ingredientes fácilmente disponibles.
En 2009 donó su colección de 6.700 libros de cocina, muchos de ellos colecciones de recetas de mujeres de organizaciones comunitarias, iglesias y grupos locales canadienses, a la Universidad de Guelph.